# Zach Braff
Pour les articles homonymes, voir Braff.
 (juillet 2023).
Si vous disposez d'ouvrages ou d'articles de référence ou si vous connaissez des sites web de qualité traitant du thème abordé ici, merci de compléter l'article en donnant les références utiles à sa vérifiabilité et en les liant à la section « Notes et références ».
Zachary Israel Braff, né le 6 avril 1975 à South Orange dans le New Jersey aux États-Unis, est un acteur, réalisateur, scénariste et producteur américain.
Son rôle le plus connu est celui du docteur John Dorian, personnage principal dans la série télévisée Scrubs.

## Biographie

### Jeunesse et formation
Zach Braff est né le 6 avril 1975 à South Orange, dans une famille juive du New Jersey. Ses parents, Hal Braff, avocat, et Anne Brodzinsky, psychologue, divorcent et se remarient pendant l’enfance de Zach. Son frère Joshua est auteur, sa demi-sœur Jessica Kirson est comédienne.
Zach désire être réalisateur depuis son enfance et décrit ce métier comme « le rêve de sa vie ». À dix ans, les médecins lui diagnostiquent un trouble obsessionnel compulsif.
Il est diplômé de la Columbia Highschool à Maplewood dans le New Jersey où il travailla à une chaîne de télévision. Il est aussi diplômé de l'université Northwestern avec un bachelor en arts du cinéma. Il a été membre de la fraternité Phi Kappa Psi (1997).

### Carrière

#### Révélation critique (2001-2004)

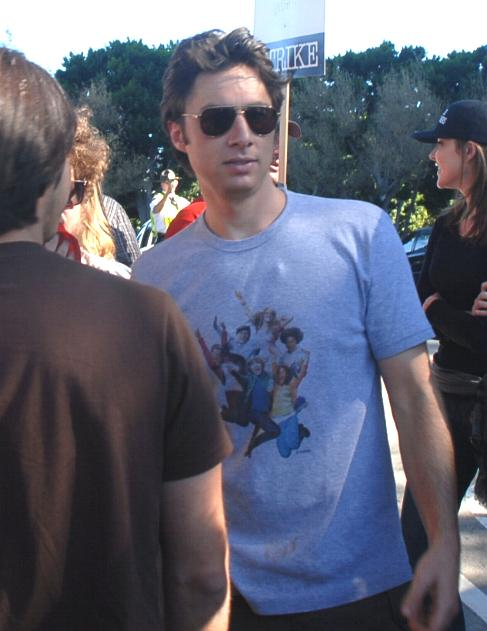
L'acteur en novembre 2007, à la grève des scénaristes hollywoodiens.

Il est révélé en 2001 dans le rôle principal de la sitcom Scrubs, lancée confidentiellement sur la chaîne NBC. Les audiences sont faibles, mais les critiques très positives. L'acteur mène le programme durant huit saisons, avant de passer au second plan pour la neuvième, diffusée en 2010. Sa performance lui vaut une nomination aux Emmy Awards 2005, et deux aux Golden Globes (2005 et 2006).
Le succès de la série lui permet de participer à différents projets : en 2002, il double le téléfilm d'animation Joyeux Muppet Show de Noël aux côtés du casting de Scrubs. Entre 2005 et 2006, il apparait dans deux épisodes de la sitcom culte Arrested Development.
Mais c'est au cinéma qu'il fait le choix de se concentrer. En 2003, il écrit, réalise, produit et joue dans Garden State, drame indépendant dans lequel il raconte le difficile retour chez lui d'un jeune acteur paumé alors que sa mère vient de mourir. Il a été tourné dans plusieurs villes du New Jersey comme South Orange, Maplewood et Tenafly. Braff se confie le rôle principal aux côtés de Natalie Portman et de Ian Holm. Si le coût de production du film, sorti en 2004, est d'environ 2,5 millions de dollars, il en rapporte plus de 35 millions. Ce premier essai est acclamé par la critique, et Zach Braff remporte plusieurs récompenses pour sa réalisation, ainsi qu'un Grammy Award en février 2005 pour la « meilleure bande originale de film » dont il a produit la compilation.
La même année, il double le petit héros du film d'animation Chicken Little. Il ne parvient néanmoins pas à s'extirper de son image de gendre idéal et névrosé pour ses projets suivants.

#### Progression au cinéma et au théâtre (2005-2013)

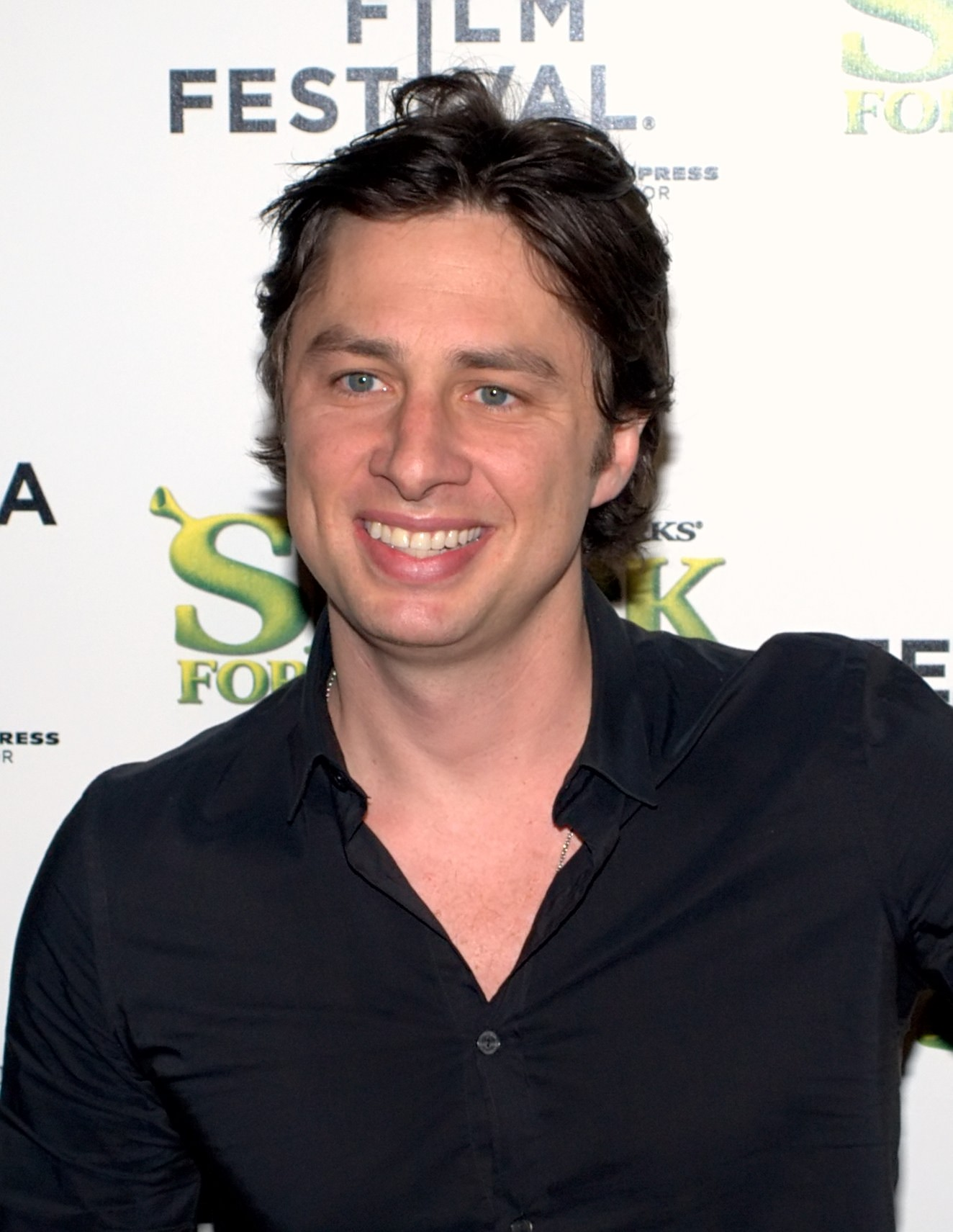
L'acteur au Festival du Film de Tribeca, en mai 2010.

En 2006, il incarne le héros de la comédie dramatique Last Kiss, de Tony Goldwyn, un jeune marié que la perspective de devenir père amène à questionner son engagement. Si Braff se contente du rôle principal, il conçoit également la bande originale du film. Les critiques sont très partagées, et le box-office décevant.
En 2007, il revient à la comédie pure avec Son ex et moi, où il est entouré de Jason Bateman et d'Amanda Peet. Le film est un flop critique et commercial. L'acteur décide donc de s'éloigner d'Hollywood, et de se concentrer sur d'autres projets. Il ouvre un restaurant en 2009, tient le premier rôle de la pièce Trust, entouré de Sutton Foster, Bobby Cannavale et Ari Graynor, et en 2011 écrit et met en scène la pièce All New People (en), qu'il joue également à Londres l'année suivante.
Scrubs se conclut en 2010 au bout de neuf saisons, et l'acteur choisit soigneusement ses prochains rôles au cinéma : en 2010, il tient le premier rôle du drame indépendant canadien Le Prix à payer, premier film de Deborah Chow. Et en 2012, il fait partie de la distribution principale du drame Tar, réalisation collective d'étudiants en cinéma. Il y côtoie Jessica Chastain, James Franco et Mila Kunis.
Il retrouve ces derniers l'année suivante, pour le blockbuster fantastique Le Monde fantastique d'Oz, quinzième réalisation de Sam Raimi, où il double le singe Finley.

#### Retour à la réalisation puis à la télévision (depuis 2014)
C'est en 2014 qu'il livre lui-même son second projet en tant que réalisateur : la comédie dramatique Le Rôle de ma vie, où il officie également en tant que scénariste et acteur principal. Il confie cette fois le rôle de sa partenaire à Kate Hudson.
En 2015, il apparait dans le drame In Dubious Battle, réalisé par son désormais ami James Franco.
Parallèlement, il prépare son troisième long-métrage en tant que metteur en scène, Braquage à l'ancienne. Pour cette comédie de braquage, sortie en 2017, il dirige les stars Morgan Freeman et Michael Caine, et travaille à partir d'un scénario écrit par Theodore Melfi.
En 2018, il revient à la télévision en tête d'affiche d'une nouvelle comédie, Alex Inc.. Il réalise aussi plusieurs épisodes de cette série où il joue un jeune père de famille.
Il réalise ensuite A Good Person (2023), une comédie dramatique avec Florence Pugh et Morgan Freeman.

### Vie privée
Entre avril 2019 et début 2022, il était dans une relation avec l'actrice britannique Florence Pugh,.

## Filmographie

### Cinéma

#### Comme acteur
- 1993 : Meurtre mystérieux à Manhattan (Manhattan Murder Mystery) de Woody Allen : Nick Lipton
- 1999 : Getting to Know You : Wesley
- 2000 : Le Club des cœurs brisés (The Broken Hearts Club : A Romantic Comedy) de Greg Berlanti : Benji
- 2000 : Endsville : Dean
- 2000 : Blue Moon (en) : Fred
- 2004 : Garden State de lui-même : Andrew Largeman
- 2005 : Chicken Little : Chicken Little (voix)
- 2006 : Last Kiss (The Last Kiss) de Tony Goldwyn : Michael
- 2007 : Son ex et moi (The Ex) de Jesse Peretz : Tom Reilly
- 2010 : Le Prix à payer de Deborah Chow : Henry Welles
- 2012 : Tar : Albert
- 2013 : Le Monde fantastique d'Oz (Oz the Great and Powerful) de Sam Raimi : Frank / Finley
- 2014 : Le Rôle de ma vie (Wish I Was Here) de lui-même : Aidan Bloom
- 2016 : Les Insoumis (In Dubious Battle) de James Franco : Connor
- 2017 : The Disaster Artist de James Franco : lui-même (caméo)
- 2020 : Arnaque à Hollywood (The Comeback Trail) de George Gallo : Walter Creason
- 2020 : Percy de Clark Johnson : Jackson Weaver
- 2022 : Treize à la douzaine : Paul Baker
- 2024 : French Girl de James A. Woods (en) et Nicolas Wright : Gordon Kinski

#### Comme réalisateur
- 2004 : Garden State
- 2014 : Le Rôle de ma vie (Wish I Was Here)
- 2017 : Braquage à l'ancienne (Going in Style)
- 2023 : A Good Person

### Télévision

#### Séries télévisées
- 1994 : My Summer As a Girl : Tony
- 2001 - 2010 : Scrubs : Dr John Dorian, alias « J.D. »
- 2002 : Clone High : Paul Revere (voix)
- 2005 - 2006 : Arrested Development : Philip Litt
- 2012 : Cougar Town: Le livreur de pizzas
- 2012 : The Exes : Chuck Feeney
- 2018 : Alex, Inc. (en) : Alex Schuman
- 2020 : BoJack Horseman : Lui-même
- 2024 : Bad Monkey : Israel O'Peele

#### Téléfilm
- 2002 : Joyeux Muppet Show de Noël (It's a Very Merry Muppet Christmas Movie) de Kirk R. Thatcher (en) : Dr John 'J.D.' Dorian (voix)

### Jeux vidéo
- 2005 : Kingdom Hearts 2 : Chicken Little (voix)
- 2006 : Chicken Little: Ace in Action : Chicken Little (voix)
- 2007 : Kingdom Hearts 2: Final Mix+ : Chicken Little (voix)

### Théâtre
- 2012 : All New People (en) de lui-même[3]

## Distinctions

### Récompenses
- Grammy Award 2005 :  pour Garden State

### Nominations
- 2002 : Online Film & Television Association Awards du meilleur acteur dans une série télévisée comique pour Scrubs (2001-2010).
- 2002 : Online Film & Television Association Awards du meilleur acteur dans une nouvelle série télévisée comique pour Scrubs (2001-2010).
- 2002 : Teen Choice Awards du meilleur acteur dans une série télévisée comique pour Scrubs (2001-2010).
- 2003 : Teen Choice Awards du meilleur acteur dans une série télévisée comique pour Scrubs (2001-2010).
- 2004 : Online Film & Television Association Awards du meilleur acteur dans une série télévisée comique pour Scrubs (2001-2010).
- 2004 : Teen Choice Awards du meilleur acteur dans une série télévisée comique pour Scrubs (2001-2010).
- 62e cérémonie des Golden Globes 2005 : Meilleur acteur dans une série musicale ou comique pour Scrubs (2001-2010).
- 2004 : Online Film & Television Association Awards du meilleur acteur dans une série télévisée comique pour Scrubs (2001-2010).
- 2005 : People's Choice Awards de l'acteur principal préféré dans une série télévisée comique pour Scrubs (2001-2010).
- 2005 : People's Choice Awards de la star masculine TV préféré dans une série télévisée comique pour Scrubs (2001-2010).
- Primetime Emmy Awards 2005 : Meilleur acteur dans une série télévisée comique pour Scrubs (2001-2010).
- 9e cérémonie des Satellite Awards 2005 : Meilleur acteur dans une série télévisée musicale ou comique pour Scrubs (2001-2010).
- 2005 : Teen Choice Awards du meilleur acteur dans une série télévisée comique pour Scrubs (2001-2010).
- 63e cérémonie des Golden Globes 2006 : Meilleur acteur dans une série musicale ou comique pour Scrubs (2001-2010).
- 2006 : Online Film & Television Association Awards du meilleur acteur dans une série télévisée comique pour Scrubs (2001-2010).
- 2006 : Teen Choice Awards du meilleur acteur dans une série télévisée comique pour Scrubs (2001-2010).
- 64e cérémonie des Golden Globes 2007 : Meilleur acteur dans une série musicale ou comique pour Scrubs (2001-2010).
- 2007 : Online Film & Television Association Awards du meilleur acteur dans une série télévisée comique pour Scrubs (2001-2010).
- 73e cérémonie des Primetime Emmy Awards 2021 : Meilleure réalisation pour une série télévisée comique pour Ted Lasso (2020) (Pour l'épisode Les Biscuits).

## Voix françaises
En France, Alexis Tomassian est la voix française la plus régulière de Zach Braff, notamment dans la série Scrubs. Laurent Vernin l'a également doublé à deux reprises.
- Alexis Tomassian dans : 
  - Scrubs (série télévisée)
  - Garden State
  - Kingdom Hearts 2 (voix, jeu vidéo)
  - Cougar Town (série télévisée)
  - Le Monde fantastique d'Oz
  - Arnaque à Hollywood
  - Treize à la douzaine[4]

- Laurent Vernin dans : 
  - Son ex et moi
  -  Last Kiss

Et aussi
- Lorànt Deutsch dans Chicken Little (voix)
- Éric Missoffe dans Arrested Development (série télévisée)
- Laurent Natrella dans Le Rôle de ma vie
- Yann Sundberg dans Les Insoumis
- Paul Borne dans Obi-Wan Kenobi (mini-série)
- Marc Arnaud dans Moonshot (en)